# 인도미누스 렉스
인도미누스 렉스(Indominus rex)는 영화 쥬라기 월드에 나오는 공룡이다 티라노사우루스와 벨로키랍토르,그외의 다른 공룡,동물이 합쳐진 키메라이다. 실제로 존재했던 공룡은 아니며 이름의 뜻은 불굴의 왕이라는 뜻이다.
영화에선 2012년에 인젠(Injen)사에서 헨리 우(Henry Wu)박사가 만들어낸 키메라 공룡이다.

## 특징
갑오징어의 유전자가 발현되어서 위장술을 쓸 수 있고, 청개구리의 유전자가 발현되어 체온 조절이 가능하다. 또한 벨로키랍토르의 유전자 덕분에 다른 랩터들과의 의사소통이 가능하다. 또한 영장류의 DNA 덕분에 지능이 높으며 팔을 자유롭게 쓸수있다.(작중에서 이지능을 이용해 자신을 통제하던 연구시설에서 탈출하는 모습을 보여준다.) 그외에도 테리지노사우루스의 유전자가 들어가서 손톱이 매우 크며 데이노수쿠스의 영향인지 피부에 갑주가 있는듯한 모습이다. 쥬라기 월드시점에서는 아성체로 나오지만 성체가 되면 높이:6.7m 무게:13t이상, 길이:16.9m나 되는 엄청난 크기의 괴물이되며 속력도 50km/h로 엄청나다. 또한 흉포성이 비정상적으로 높아서인지 작중에서 아파토사우루스무리들을 재미로 죽인다던가 안킬로사우루스를 그냥 죽여버리는 모습을 보인다. 방어력도 만만하지 않은데 작중에서 특수부대원들이 총을 난사했지만 그냥 뚫고 들어오는 모습을 보여주는데다가 헬기에서 기관총으로 난사했지만 잘먹히지 않는모습을 보여주었다. 하지만 이런 인도미누스또한 약점이 있는데 바로 치악력이다. 기본적인 베이스가 티라노사우루스이지만 치악력이 강하지 않기에 팔을 이용해 싸우는 모습을 보여준다. 또한 치아의 형태가 티라노사우루스처럼 뼈와 살을 부수는 형태가 아니라 악어처럼 살갖에 꽃아서 찢어버리기 좋은 형태이다.
아까전에 서술했듯 흉포성이 비정상적으로 높아서 자기동족도 잡아먹는 모습을 보인다.

## 행적
영화 초반부에서 쥬라기 월드 테마마크의 연구시설에 있는 부화기에서 알껍데기를 부수며 등장한다. 이후 인도미누스를 사육하는 시설에서 인도미누스가 우리에서 사라지자 직원들이 인도미누스가 있는 우리를 확인을 해보지만..
알고보니 인도미누스는 체온 조절과 위장술을 이용하여
자신의 체온을 내림과 동시에 주변에 있던 식물들과 똑같은 색으로 위장을 해서 연구시설에서 갑자기 사라진것처럼 연출한것이었다. 이후 주인공인 오웬을 제외한 직원들을 차례로 한명씩 잡아먹으면서 탈출하는 모습을 보인다.
이후 다시 인도미누스를 잡기위해 특수부대원들이 인도미누스가 있는 숲속으로 향하지만.. 별다른 타격을 입히지 못하고 결국엔 특수부대원들 마저도 죽여버린다.
이후 또 다시 인도미누스를 잡으려고 헬기를 보내지만 별다른 타격을 주지못함+다 피해버리는 모습을 보여주다가.. 인도미누스가 익룡사육장의 유리를 부수고 들어가 헬기에 있던 직원들또한 익룡들의해 죽게 만드는 모습을 보여주며 초식공룡들 관람장에 쳐들어가서 안킬로사우루스와 싸움에서 안킬로사우루스를 죽이고
추가로 아파토사우루스무리도 죽여버리는 말 그대로 살인마의 모습을 보여준다.
(이때부터 테마마크에서 민간인 사망+공룡들 대탈출까지 일어나서 환장의 파티가 일어난다...)
이후에 또 다시 인도미누스를 잡기위해 오웬(주인공)이 사육한 랩터들과 부대원들이 함께 가지만 오히려 인도미누스가 랩터들에게 명령을 시켜서 부대원들 마져도 죽인다.
이후 오웬이 다시 랩터들을 진정시켰을때 다시 인도미누스가 찾아내 랩터들에게 주인공 일행들을 죽이라고 명령을 내리지만 랩터들이 명령 불복종을 하자 인도미누스가 랩터무리들 중 1마리인 블루를 제외하고 다죽여버린다.
이후 주인공 일행들 중 1명인 클레어가 인도미누스를 유일하게 쓰러트릴수있는 티라노사우루스를 꺼내기 위해 우리에 있던 티라노사우루스를 풀어준다.
이후 티라노사우루스를 유인해서 인도미누스와 싸우게 하지만 인도미누스가 싸움에서 우위를 정하자 살아남았던 블루가 인도미누스에게 달려들어서 공격하자 블루를 공격하려던 와중 티라노사우루스에게 목을 물려서 어떤 동물의 사육시설쪽에 던져진다.
하지만 안타깝게도 자신이 던져진 사육시설쪽이...

## 최후
알고보니 그사육시설은 모사사우루스 사육시설이었고 결국 모사사우루스에게 물려 물속으로 끌려가며 모사사우루스에게 먹혀 사망한다..

## 사용된 유전자(DNA)의 종류
- 티라노사우루스
- 벨로키랍토르
- 갑오징어
- 테리지노사우루스
- 마준가사우루스
- 기가노토사우루스
- 데이노수쿠스
- 카르노타우루스
- 피코네모사우루스
- 청개구리
- 살무사
- 영장류
- +그외의 다른 공룡,동물들

## 여담
작중에서의 아파토사우루스는 20~36t은 넘는 공룡인데 인도미누스가 무리을 죽인모습을 보이는데 급소를 노려서 죽인건지 아직 밝혀지지않았다.
또한 팔로 안킬로사우루스를 뒤집어서 약점를 찾아서 죽이는 모습을 보여주는데 티라노사우루스와의 싸움에서 정작 팔을 잘안쓰고 물기만을 이용하는 모습을 보인다. (-뭐지 자존심이 허락을 안하는건가?-)
만약 인도미누스가 아성체가 아니였다면 티라노사우루스가 이기지 못할수도 있었다.
그렇게 보이지는 않겠지만 암컷이다..
참고로 모사사우루스에게 죽음을 당했다고
앞에서 서술했는데 이후 후속작에서 모사사우루스가 뼈는 먹지 않았는지 뼈만 남아있는 모습을 보인다.

## 같이 보기
- 인도랩터
- 쥬라기 월드
- 쥬라기 월드: 폴른 킹덤
- 쥬라기 월드: 도미니언